# 電子細胞基質阻抗判斷
電子細胞基質阻抗判斷（Electric Cell-substrate Impedance Sensing，ECIS）是一種利用電流變化來偵測受培養之細胞的狀態，可以用來作為癌細胞生長、轉移、傷口瘉合等現象的研究，或是用來測試細胞訊號傳遞。另外還可觀察細胞遷移的詳細情形。